# شادموت مهولا
شادموت مهولا (به لاتین: Shadmot Mehola) یک شهرک یهودی‌نشین است که در کرانه باختری رود اردن واقع شده‌است.